# Каллас (кантон)
Каллас (фр. Callas) — упразднённый кантон на юго-востоке Франции, в регионе Прованс — Альпы — Лазурный Берег (департамент — Вар, округ — Драгиньян).

## Состав кантона
До марта 2015 года включал в себя 6 коммун, площадь кантона — 203,39 км², население — 8 251 человек (2010), плотность населения — 40,57 чел/км².
| Коммуна   | Французское название | Площадь, км² | Население, чел. (2012) | Плотность, чел/км² |
| --------- | -------------------- | ------------ | ---------------------- | ------------------ |
| Баржемон  | Bargemon             | 35,14        | 1 529                  | 44                 |
| Каллас    | Callas               | 49,26        | 1 829                  | 37                 |
| Клавье    | Claviers             | 15,9         | 613                    | 39                 |
| Монферра  | Montferrat           | 34,01        | 1 446                  | 43                 |
| Фиганьер  | Figanières           | 28,17        | 2 576                  | 91                 |
| Шатодубль | Châteaudouble        | 40,91        | 452                    | 11                 |

29 марта 2015 года кантон официально упразднён согласно директиве от 27 февраля 2014, а коммуны административно переподчинены вновь созданному кантону Флейоск.